# Antoine Lacroix (peintre)
Pour les articles homonymes, voir Antoine Lacroix (homonymie) et Lacroix.
Antoine Lacroix, né à Wavre le 15 mars 1845 et mort à Schaerbeek le 13 janvier 1895, est un peintre symboliste belge.
Son champ pictural couvre essentiellement les scènes de genre et les portraits. Il est, en 1892, l'un des membres fondateurs du cercle artistique Pour l'art.

## Biographie

### Famille et formation
Antoine (Henri Joseph Antoine) Lacroix, né à Wavre le 15 mars 1843, est le septième et dernier enfant de Jean Baptiste Lacroix (1798-1882), négociant, et de Marie Louise Adélaïde Lacourt (1800-1858), mariés en 1824. Il épouse à Schaerbeek, le 14 septembre 1878, Clémence Michel (1849-1925), également artiste peintre, et son élève.
Il reçoit sa formation auprès du peintre Jean-François Portaels, dans son atelier.

### Carrière
Antoine Lacroix expose régulièrement aux manifestations artistiques du cercle L'Essor jusqu'à sa dissolution de 1891. L'année suivante, il devient l'un des quinze membres fondateurs du cercle artistique Pour l'art. Initialement cercle symboliste, le collectif évolue en un groupe éclectique défendant en premier lieu l'indépendance des artistes.
Artiste convaincu, les nécessités de la vie l'empêchent de se consacrer exclusivement à l'art. Son œuvre Ève fait beaucoup parler d'elle au salon de L'Essor de 1882. En 1894, lors de l'exposition de Pour l'Art, son Poète, également remarqué lors du Salon de Bruxelles de 1893, suscite des discussions passionnées.
Alors que le gouvernement avait résolu de l'envoyer en Italie afin de réaliser une copie de l'un des maîtres de la Renaissance, Antoine Lacroix, meurt à son domicile rue des Ailes no 60 à Schaerbeek, à l'âge de 51 ans, le 13 janvier 1895,.

## Œuvres

### Collections
- Les Chérubins, non localisé[5].
- Les Fleurs du ciel (1890), conservé aux Musées royaux des Beaux-Arts de Belgique depuis 1924 (inventaire no 4523)[7].

### Expositions
- Salon de L'Essor de 1885 : Paysage[8].
- Salon de L'Essor de 1886 : Portrait de femme et deux dessins, dont Tête de jeune paysan[9].
- Salon de L'Essor de 1888[10].
- Salon de L'Essor de 1890 : Les Fleurs du ciel et Portrait de femme[11],[12].
- Salon de Bruxelles de 1893 : Le Rêve[13].
- Exposition rétrospective des artistes de Schaerbeek de 1908[14].

### Réception critique
En juin 1890, lorsque Antoine Lacroix expose au cercle artistique L'Essor, la critique du Journal de Bruxelles écrit : 

« L'exposition de M. Lacroix a soulevé des appréciations contradictoires. Elle nous paraît l'une des plus intéressantes de l'Essor. Les Fleurs du ciel ne sont certes pas à l'abri de toute critique. Mais comment ne pas y reconnaître un sentiment très vif de la naïve mysticité des gothiques allemands ? Nous aimons mieux encore le fusain où se profile une angélique tête d'enfant. M. Lacroix prouve qu'il est capable d'aborder la peinture idéaliste. »

Au sujet de la même exposition, La Revue générale publie : 

« Le peintre a consciemment ou inconsciemment imité Giotto dans Les Fleurs du ciel, où le symbolisme fusionne avec le réalisme, non sans grâce par endroits, sinon sans bizarrerie. Un petit portrait de femme en toilette de bal, plein de vaporeuse élégance, démontre que M. Lacroix travaille dans plusieurs genres. »

En 1908, lors de l'exposition rétrospective des artistes de Schaerbeek, La Revue de l'art flamand et hollandais publie : 

« Antoine Lacroix brossa quelques toiles d'une vigueur, d'un mouvement, d'un caractère et d'un style sans pareils, ou du moins sans équivalent dans la peinture contemporaine. »